# Carabbia
Carabbia est un quartier de la ville de Lugano (Suisse) et une ancienne commune suisse du canton du Tessin

## Histoire
Carabbia est une ancienne commune suisse depuis le 1er janvier 2008. Elle est absorbée par Lugano comme Villa Luganese et Barbengo à la même date. Son ancien numéro OFS est le 5168.

## Liens externes

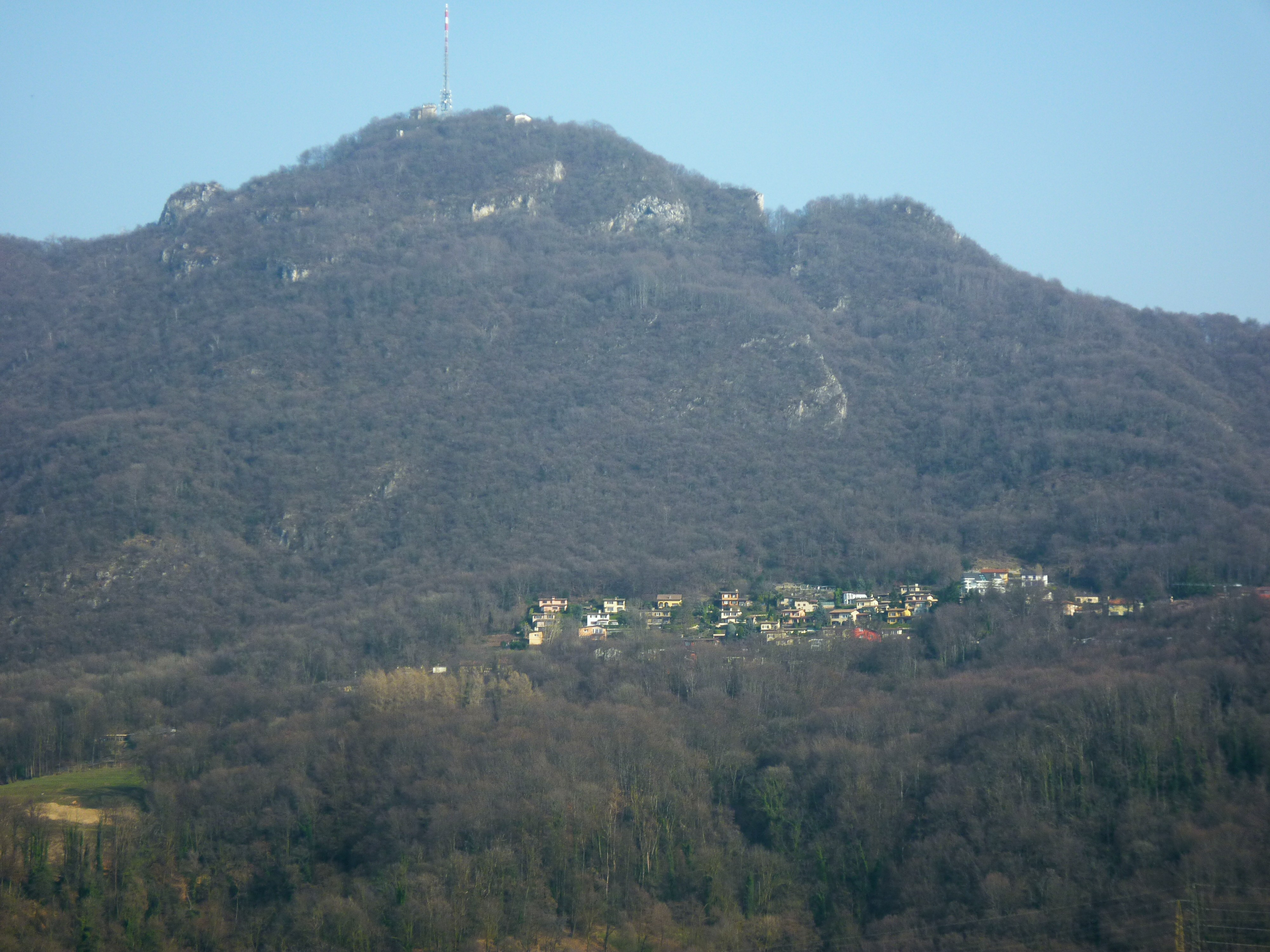
Carabbia et le San Salvatore

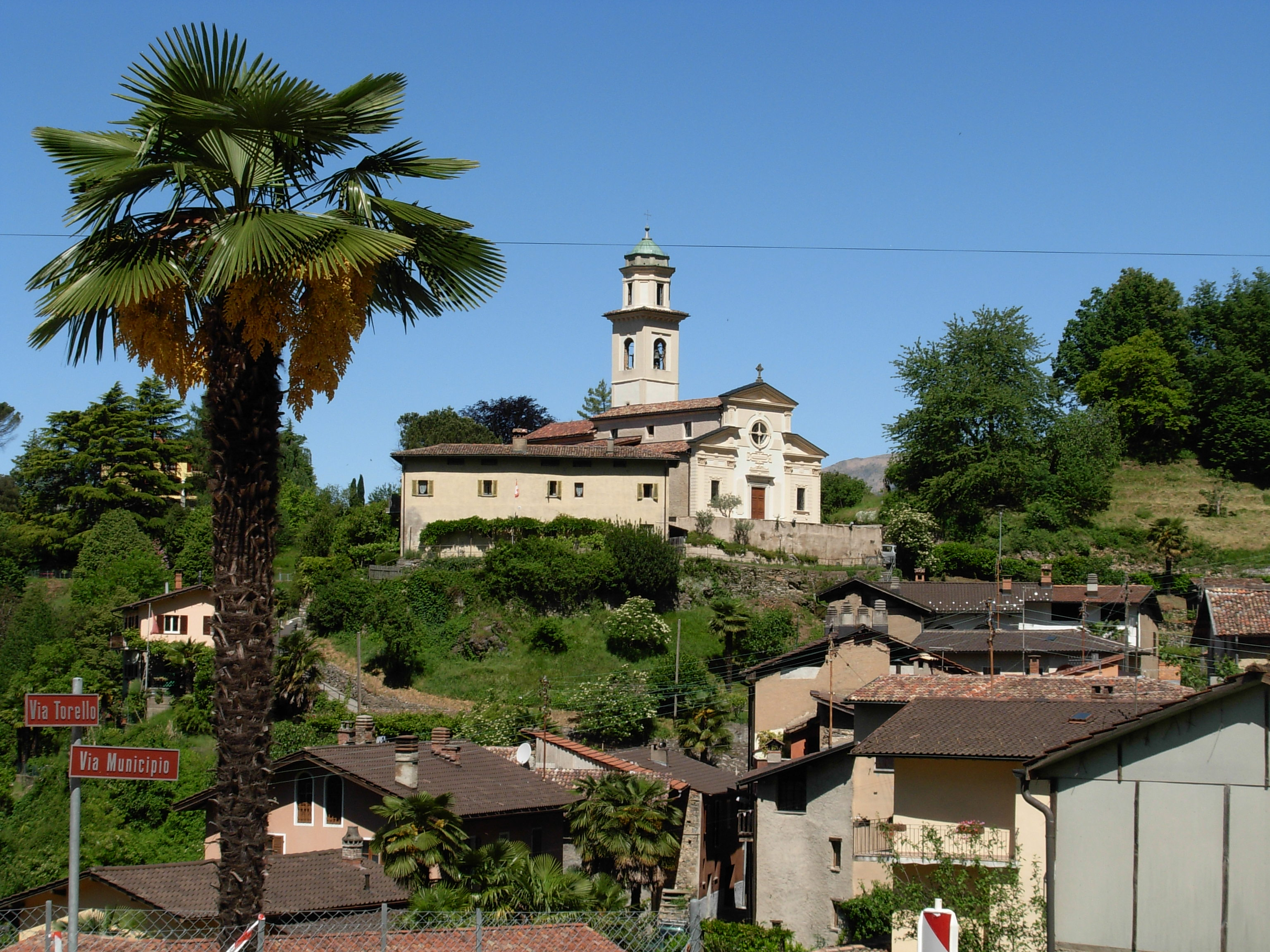
Église de San Siro à Carabbia